# Вайнфельден
Вайнфельден (нім. Weinfelden) — місто  в Швейцарії в кантоні Тургау, округ Вайнфельден.

## Географія
Місто розташоване на відстані близько 145 км на північний схід від Берна, 16 км на схід від Фрауенфельда.
Вайнфельден має площу 15,5 км², з яких на 27,2% дозволяється будівництво (житлове та будівництво доріг), 49,5% використовуються в сільськогосподарських цілях, 21,4% зайнято лісами, 1,9% не є продуктивними (річки, льодовики або гори).

## Історія
Ще в 124 році римляни збудували міст через річку Тур. Перша згадка про саме поселення з'являється в документах у 838 році.
У 1803 році Тургау став незалежним кантоном через посередництво Наполеона, а Фрауенфельд стає столицею.
У 1830 році Томас Борнгаузер виступив вимагаючи лібералізувати конституцію кантона. Портрети Павла Рейнгарта, і Томаса Борнгаузера висять у місцевій Ратуші.

## Демографія
2019 року в місті мешкало 11 602 особи (+11,7% порівняно з 2010 роком), іноземців було 23,3%. Густота населення становила 749 осіб/км².
За віковим діапазоном населення розподілялося таким чином: 19,2% — особи молодші 20 років, 61,3% — особи у віці 20—64 років, 19,5% — особи у віці 65 років та старші. Було 5276 помешкань (у середньому 2,2 особи в помешканні).
Із загальної кількості 9628 працюючих 107 було зайнятих в первинному секторі, 1905 — в обробній промисловості, 7616 — в галузі послуг.
Зміна кількості населення в таблиці:
| Рік  | Населення |
| ---- | --------- |
| 1950 | 6,085     |
| 1960 | 7,213     |
| 1980 | 9,007     |
| 1990 | 9,299     |
| 2000 | 9,456     |

## Економіка
Станом на 2005 рік в первинному секторі економіки працювало 164 особи, це близько 55 підприємств. У вторинному секторі зайнято 1 908 осіб, загалом 123 підприємства. У третинному секторі зайнято 4380 осіб.

## Спорт
У місті базується хокейна команда Тургау.